# 18.º Ejército Japonés de Área
El 18.º Ejército Japonés de Área (第18方面軍, Dai jyūhachi hōmen gun) fue un ejército de campo del Ejército Imperial Japonés durante la Segunda Guerra Mundial.

## Historia
El 18.º Ejército Japonés de Área se formó originalmente el 4 de enero de 1943 como el Mando de la Guarnición de Siam (泰国駐屯軍司令官, Tai-koku Chūtongun shirebu). Fue rebautizado como 39.º Ejército Japonés el 14 de diciembre de 1944 y se convirtió en el 18.º Ejército de Área el 7 de julio de 1945, poco antes del final de la Guerra del Pacífico.
El 18.º Ejército Japonés de Área estaba bajo el control del Grupo de Ejércitos Expedicionario del Sur como una fuerza de guarnición y reserva militar, aparentemente para ayudar a defender el aliado nominal del Imperio del Japón, el Reino de Tailandia, contra una posible invasión de los Aliados, pero en términos más prácticos, estuvo presente para asegurar que Siam siguiera siendo un aliado de Japón. Tenía su sede en Bangkok.
El 18.º Ejército Japonés de Área fue desmovilizado en Bangkok en la rendición de Japón el 15 de agosto de 1945 sin haber visto combate.

## Comandantes

### Comandante en Jefe
|   | Name                            | From                    | To                      | Notas                          |
| - | ------------------------------- | ----------------------- | ----------------------- | ------------------------------ |
| 1 | Teniente General Aketo Nakamura | 4 de enero de 1943      | 20 de diciembre de 1944 | Ejército de Guarnición de Siam |
| x | Teniente General Aketo Nakamura | 20 de diciembre de 1944 | 14 de julio de 1945     | 39.º Ejército Japonés          |
| x | Teniente General Aketo Nakamura | 14 de julio de 1945     | 15 de agosto de 1945    | 18.º Ejército Japonés de Área  |

### Jefe de Estado Mayor
|   | Nombre                        | Desde                   | Hasta                   | Notas                          |
| - | ----------------------------- | ----------------------- | ----------------------- | ------------------------------ |
| 1 | Mayor General Seiji Moriya    | 4 de enero de 1943      | 21 de enero de 1943     | Ejército de Guarnición de Siam |
| 2 | Mayor General Kunitaro Yamada | 21 de enero de 1943     | 22 de noviembre de 1944 | Ejército de Guarnición de Siam |
| 3 | Mayor General Hitoshi Hamada  | 22 de noviembre de 1944 | 20 de diciembre de 1944 | Ejército de Guarnición de Siam |
| 1 | Mayor General Hitoshi Hamada  | 20 de diciembre de 1944 | 9 de julio de 1945      | 39.º Ejército Japonés          |
| 2 | Mayor General Tadashi Hanaya  | 9 de julio de 1945      | 14 de julio de 1945     | 39.º Ejército Japonés          |
| 1 | Mayor General Tadashi Hanaya  | 14 de julio de 1945     | 15 de agosto de 1945    | 18.º Ejército Japonés de Área  |